# Euborlasia elizabethae
Euborlasia elizabethae är en djurart som tillhör fylumet slemmaskar, och som först beskrevs av McIntosh 1874.  Euborlasia elizabethae ingår i släktet Euborlasia och familjen Lineidae. Inga underarter finns listade i Catalogue of Life.